# Combinación de proteínas
La combinación de proteínas (o complementación de proteínas) es una teoría dietética para la nutrición de proteínas que pretende optimizar el valor biológico de la ingesta de proteínas. Según la teoría, las dietas vegetarianas y veganas pueden proporcionar una cantidad insuficiente de algunos aminoácidos esenciales, por lo que la combinación de proteínas con múltiples alimentos es necesaria para obtener una proteína completa. Los términos completos e incompletos están desactualizados en relación con la proteína vegetal. La posición de la Academia de Nutrición y Dietética es que la proteína de una variedad de alimentos vegetales que se consumen durante el día aporta suficiente cantidad de todos los aminoácidos esenciales cuando se cumplen los requisitos calóricos.
Aunque no se discute que se pueden combinar diversos alimentos para compensar sus respectivos aminoácidos limitantes, ha surgido un consenso general entre los científicos y escritores de nutrición, en contra de los dogmas de nutrición vegetariana original de los años setenta. Primero, estos alimentos no necesitan combinarse en una sola comida. En segundo lugar, aunque históricamente la combinación de proteínas se promovió como un método para compensar las supuestas deficiencias de los vegetales como alimentos, los estudios sobre los contenidos de aminoácidos esenciales en las proteínas vegetales han demostrado que los vegetarianos y veganos en realidad no necesitan complementar las proteínas vegetales en cada comida para alcanzar el nivel deseado de aminoácidos esenciales siempre que sus dietas sean variadas y se cumplan los requisitos calóricos. La Asociación Dietética Americana y los dietistas de Canadá apoyan esta posición. Sin embargo, es posible que una persona desarrolle una deficiencia de aminoácidos si, por ejemplo, comen únicamente arroz y en cantidades limitadas a las necesarias para satisfacer las necesidades de ingesta calórica. Para evitar tal deficiencia, incorporar en la misma comida un alimento complementario rico en aminoácidos limitantes (como las leguminosas con alto contenido de lisina, en el caso del arroz) o cantidades de arroz superiores a las necesarias para satisfacer las necesidades de ingesta calórica ser requerido. Los aminoácidos no se almacenan y pueden excretarse antes de complementarse, bajo condiciones limitantes. 

## Concepto
La nutrición de proteínas es compleja porque cualquier aminoácido proteinogénico puede ser el factor limitante en el metabolismo. La mezcla de alimentos para ganado puede optimizar el crecimiento, o minimizar el costo, manteniendo un crecimiento adecuado. De manera similar, la nutrición humana está sujeta a la ley de Liebig del mínimo: el nivel más bajo de uno de los aminoácidos esenciales será el factor limitante en el metabolismo. 
Si el contenido de un solo aminoácido indispensable en la dieta es menor que el requerimiento del individuo, limitará la utilización de otros aminoácidos y, por lo tanto, evitará las tasas normales de síntesis, incluso cuando el nivel de ingesta total de nitrógeno sea adecuado. Por lo tanto, el "aminoácido limitante" determinará el valor nutricional del nitrógeno o proteína total en la dieta.
Las plantas están clasificadas como fuentes de proteínas por sus aminoácidos limitantes.

### Ejemplos de aminoácidos "limitantes" en proteínas vegetales
Según la OMS, la necesidad humana de proteínas es de 0,66 g por kg de peso corporal por día. Así que una persona de 70 kg tiene un requerimiento de proteínas estimado de 46.2 g (70 kg x 0,66 g / kg). 
Además, existe una necesidad específica de cantidades de aminoácidos esenciales, tal como aparece en la tabla. 
| Aminoácidos  | Cantidad (mg) en 46,2 g de proteína de arroz (encontrada en 612 g de arroz entero) | Cantidad (mg) de aminoácidos específicos a partir de la recomendación de la OMS para un 70 kg persona | Porcentaje de aminoácidos específicos en comparación con el requisito de la OMS |
| ------------ | ---------------------------------------------------------------------------------- | --- | ------------------------------------------------------------------------------- |
| Histidina    | 1236                                                                               | 700                                                                                                   | 176%                                                                            |
| Isoleucina   | 2056                                                                               | 1400                                                                                                  | 146%                                                                            |
| Leucina      | 4021                                                                               | 2790                                                                                                  | 144%                                                                            |
| Lisina       | 1854                                                                               | 2100                                                                                                  | 88%                                                                             |
| Metionina    | 1095                                                                               | 700                                                                                                   | 156%                                                                            |
| Fenilalanina | 2509                                                                               | 1750                                                                                                  | 143%                                                                            |
| Treonina     | 1781                                                                               | 1050                                                                                                  | 169%                                                                            |
| Triptófano   | 618                                                                                | 280                                                                                                   | 220%                                                                            |
| Valina       | 2852                                                                               | 1820                                                                                                  | 156%                                                                            |

En el ejemplo anterior, el arroz integral tiene la lisina como aminoácido "limitante", lo que significa que solo consumir arroz integral, en esta cantidad específica de 612 g / día y no más, durante largos períodos de tiempo, puede dar como resultado una deficiencia de lisina. 
| Aminoácidos  | Cantidad (enlace roto disponible en Internet Archive; véase el historial, la primera versión y la última). (mg) en 46,2 g de proteína de garbanzos (encontrada en 522 g de garbanzos en conserva) | Cantidad (mg) de aminoácidos específicos a partir de la recomendación de la OMS para una persona de 70kg | Porcentaje de aminoácidos específicos en comparación con el requisito de la OMS |
| ------------ | --- | --- | ------------------------------------------------------------------------------- |
| Histidina    | 1274 | 700 | 182%                                                                            |
| Isoleucina   | 1984 | 1400 | 141%                                                                            |
| Leucina      | 3294 | 2790 | 118%                                                                            |
| Lisina       | 3095 | 2100 | 147%                                                                            |
| Metionina    | 606 | 700 | 87%                                                                             |
| Fenilalanina | 2479 | 1750 | 141%                                                                            |
| Treonina     | 1717 | 1050 | 163%                                                                            |
| Triptófano   | 444 | 280 | 158%                                                                            |
| Valina       | 1942 | 1820 | 106%                                                                            |

En el ejemplo anterior, los garbanzos enlatados tienen metionina como aminoácidos "limitantes", lo que significa que solo el consumo de garbanzos enlatados, en esta cantidad específica de 522 g/día y no más, durante largos períodos de tiempo, puede dar como resultado una deficiencia de metionina. 
| Aminoácidos  | Cantidad (mg) en 23,1 g de proteína de arroz (se encuentra en 306 g de arroz entero) | Cantidad (enlace roto disponible en Internet Archive; véase el historial, la primera versión y la última). (mg) en 23,1 g de proteína de garbanzos (encontrada en 261 g de garbanzos en conserva) | Cantidad (mg) en 46,2 g de proteína (arroz + garbanzos) | Cantidad (mg) de aminoácidos específicos a partir de la recomendación de la OMS para un 70 kg persona | Porcentaje de aminoácidos específicos en comparación con el requisito de la OMS |
| ------------ | ------------------------------------------------------------------------------------ | --- | ------------------------------------------------------- | --- | ------------------------------------------------------------------------------- |
| Histidina    | 618                                                                                  | 637 | 1255                                                    | 700                                                                                                   | 179%                                                                            |
| Isoleucina   | 1028                                                                                 | 992 | 2020                                                    | 1400                                                                                                  | 144%                                                                            |
| Leucina      | 2011                                                                                 | 1647 | 3658                                                    | 2790                                                                                                  | 131%                                                                            |
| Lisina       | 927                                                                                  | 1548 | 2475                                                    | 2100                                                                                                  | 118%                                                                            |
| Metionina    | 548                                                                                  | 303 | 851                                                     | 700                                                                                                   | 122%                                                                            |
| Fenilalanina | 1254                                                                                 | 1240 | 2494                                                    | 1750                                                                                                  | 143%                                                                            |
| Treonina     | 891                                                                                  | 858 | 1749                                                    | 1050                                                                                                  | 167%                                                                            |
| Triptófano   | 309                                                                                  | 222 | 531                                                     | 280                                                                                                   | 190%                                                                            |
| Valina       | 1426                                                                                 | 971 | 2397                                                    | 1820                                                                                                  | 132%                                                                            |

En el ejemplo anterior, la combinación de arroz integral y garbanzos no tiene aminoácidos limitantes, lo que significa que solo consumir arroz y garbanzos, en estas cantidades específicas de 306 g/día y 261 g/día respectivamente, durante largos períodos de tiempo, no da como resultado ninguna deficiencia de aminoácidos esenciales, al menos en la medida en que se metabolizan en ese momento. 
Como muestran los datos del ejemplo, todos los aminoácidos esenciales se encuentran en una planta específica, sin embargo, uno de ellos puede o no ser "limitante", es decir, presente en cantidades por debajo de la recomendación diaria de la OMS. Por esta razón, las dietas veganas y vegetarianas deben ser variadas en términos de plantas consumidas.

## Investigación de proteínas vegetales
El primer bioquímico en ingresar al campo fue Karl Heinrich Ritthausen, un estudiante de Justus von Liebig. Thomas Burr Osborne continuó lo que Ritthausen comenzó y publicó Las proteínas vegetales en 1909. Así, la Universidad de Yale fue el primer centro de nutrición de proteínas, donde William Cumming Rose era un estudiante. Osborne también trabajó para determinar lo esencial, y luego dirigió el Departamento de Bioquímica de la Universidad de Chicago. 
Cuando Ritthausen murió en 1912, Osborne elogió sus esfuerzos en bioquímica: 
Como resultado de su trabajo posterior, demostró que existen grandes diferencias entre las diferentes proteínas de los alimentos; y fue el primero en dirigir la atención a este hecho y en discutir su posible incidencia en su valor relativo en nutrición.
Osborne luego unió fuerzas con Lafayette Mendel en la Estación Experimental Agrícola de Connecticut para determinar los aminoácidos esenciales . 
En las décadas de 1950 y 1960, Nevin S. Scrimshaw llevó este conocimiento a la India y Guatemala. Diseñó comidas con verduras locales para luchar contra el flagelo del kwashiorkor. En Guatemala utilizó la combinación de harina de semilla de algodón con maíz, mientras que en la India combinó harina de maní con trigo.

## Popularización
En 1954, Adelle Davis publicó Let's Eat Right to Keep Fit , que describía la importancia de combinar proteínas "incompletas" para formar proteínas "completas", y advirtió que el cuerpo no podía usar ninguna proteína incompleta que no se complementara en una hora.
En 1971, Frances Moore Lappé publicó Dieta para un planeta pequeño, que explicaba cómo los aminoácidos esenciales podrían obtenerse de fuentes complementarias en la nutrición vegetariana. El libro se convirtió en un éxito de ventas: 
Una extensión de un folleto de una página que Lappé había circulado entre sus colegas improvisadores en Berkeley, Dieta para un planeta pequeño (1971) pronto se convirtió en el texto vegetariano del movimiento de la ecología , vendiendo en los próximos diez años casi dos millones de copias en tres ediciones. y seis idiomas.
Lappé escribió: 
Las combinaciones de proteínas complementarias hacen que las recetas sean deliciosas, son combinaciones que forman la base de las cocinas tradicionales del mundo. Los usamos naturalmente en nuestra cocina sin siquiera ser conscientes de ello.  Las tres combinaciones de proteínas complementarias más comunes son:
1. Granos (arroz, maíz, trigo, cebada, etc.) + legumbres (guisantes, frijoles, lentejas)
2. Granos y lácteos.
3. Semillas (Sésamo o girasol) + legumbres : 238 

En 1975, tanto Vogue como American Journal of Nursing publicaron artículos que describían los principios y la práctica de la combinación de proteínas. Durante un tiempo, el American National Research Council y la American Dietetic Association (ADA) advirtieron a los vegetarianos que se aseguraran de combinar sus proteínas.
En 1985, el principio de combinación de proteínas fue explicado por J. Rigó: 
El valor biológico de las proteínas en general, y por lo tanto también de las proteínas de grano, se determina fundamentalmente por la relación entre los aminoácidos esenciales que se encuentran en los cereales y el requerimiento de aminoácidos esenciales de la criatura viva, que consume proteínas ... la más Una forma importante de elevar el valor biológico ... [está] dada por la técnica de complementar.
En 2011, PLOS ONE publicó un artículo que investiga los aspectos específicos de la combinación de proteínas para 1251 alimentos de origen vegetal. Las bases de referencia son los aminoácidos indispensables para la nutrición humana y la proporción ideal de estos aminoácidos en una comida. Explican que "la complementación implica consumir dos o más alimentos juntos para producir un patrón de aminoácidos que es mejor que la suma de los dos alimentos solos". En contraste con los emparejamientos basados en grupos de alimentos, como el emparejamiento de un grano con un frijol, los investigadores informaron que el emparejamiento por grupo de alimentos no fue apoyado por su trabajo: "Al examinar los 100 mejores emparejamientos para cada alimento, no encontramos un patrón consistente de emparejamientos de grupos de alimentos".

## Crítica
La combinación de proteínas ha generado críticas como un factor innecesario que complica la nutrición . 
En 1981, Frances Moore Lappé cambió su posición sobre la combinación de proteínas de una década anterior en una edición revisada de Dieta para un planeta pequeño en la que escribió: 
"En 1971 hice hincapié en la complementariedad de las proteínas porque asumí que la única forma de obtener suficiente proteína ... era crear una proteína que el cuerpo pudiera utilizar como proteína animal. Al combatir el mito de que la carne es la única forma de obtener proteínas de alta calidad, reforcé otro mito.  Me dio la impresión de que para obtener suficiente proteína sin carne, se necesitaba un cuidado considerable en la elección de los alimentos. En realidad, es mucho más fácil de lo que pensaba.
"Con tres excepciones importantes, hay poco peligro de deficiencia de proteínas en una dieta vegetariana. Las excepciones son las dietas que dependen en gran medida de [1] fruta o de [2] algunos tubérculos, como las batatas o la yuca, o de [3] comida chatarra (harinas refinadas, azúcares y grasa). Afortunadamente, relativamente pocas personas en el mundo intentan sobrevivir con dietas en las que estos alimentos son prácticamente la única fuente de calorías. En todas las demás dietas, si las personas obtienen suficientes calorías, están prácticamente seguras de obtener suficiente proteína ". : 162 
No se afirmó la necesidad de combinación de proteínas.  Más bien, se observó el aumento del valor biológico de las comidas donde se combinan las proteínas. En una concesión, Lappé retiró de la segunda edición "gráficos que indican proporciones exactas de proteínas complementarias". : 239 
La American Dietetic Association se revirtió en su documento de posición de 1988 sobre el vegetarianismo. Suzanne Havala, la autora principal del artículo, recuerda el proceso de investigación: 
No había ninguna base para [combinación de proteínas] que pudiera ver... Comencé a llamar y hablar con la gente y preguntarles cuál era la justificación para decir que tenías que complementar las proteínas y que no había ninguna. Y lo que obtuve en cambio fue una visión interesante de personas que tenían conocimiento y que en realidad sentían que probablemente no había necesidad de complementar las proteínas. Así que seguimos adelante e hicimos ese cambio en el papel.  [Nota: El documento fue aprobado por la revisión por pares y por un voto de delegación antes de ser oficial.]
En 1994, Vernon Young y Peter Pellett publicaron su artículo que se convirtió en la guía contemporánea definitiva del metabolismo de las proteínas en los seres humanos. También confirmó que complementar las proteínas en las comidas era totalmente innecesario. Por lo tanto, las personas que evitan consumir proteínas animales no necesitan preocuparse en absoluto por los desequilibrios de aminoácidos de las proteínas vegetales que constituyen sus dietas habituales. Si bien muchas proteínas vegetales son más bajas en uno o más aminoácidos esenciales que las proteínas animales, especialmente la lisina y, en menor medida, la metionina y la treonina, comer una variedad de plantas puede servir como una fuente de aminoácidos bien equilibrada y completa.
El pediatra Charles R. Attwood escribió: "Las viejas ideas sobre la necesidad de combinar cuidadosamente las verduras en cada comida para garantizar el suministro de aminoácidos esenciales han sido totalmente refutadas".
En 2002, el Dr. John McDougall escribió una corrección en la American Heart Association para una publicación de 2001 que cuestionaba la integridad de las proteínas de la planta y afirmó además que "es imposible diseñar una dieta deficiente de aminoácidos basada en las cantidades de almidones sin procesar y verduras suficientes para satisfacer las necesidades calóricas de los seres humanos".
Más tarde ese año, el Dr. Andrew Weil escribió que "no tiene que preocuparse por no obtener suficiente proteína utilizable si no reúne una combinación mágica de alimentos en cada comida".
En Healthy Times, Jeff Novick escribió que la necesidad de combinar proteínas es un "mito que no desaparecerá".
En 2005, el Dr. Joel Fuhrman escribió: 
... los alimentos vegetales tienen una gran cantidad de proteínas y no es necesario ser un científico nutricional o dietista para saber qué comer y no es necesario mezclar y combinar alimentos para lograr la integridad de las proteínas. Cualquier combinación de alimentos naturales le proporcionará la proteína adecuada, incluidos los ocho aminoácidos esenciales y los aminoácidos no esenciales.
El Dr. T. Colin Campbell escribió en 2006: 
Ahora sabemos que a través de sistemas metabólicos enormemente complejos, el cuerpo humano puede derivar todos los aminoácidos esenciales de la variedad natural de proteínas vegetales que encontramos todos los días. No requiere comer grandes cantidades de proteína vegetal o planear meticulosamente cada comida.
En 2009, la Asociación Dietética Americana escribió: 
La proteína vegetal puede cumplir con los requisitos de proteínas cuando se consume una variedad de alimentos vegetales y se satisfacen las necesidades de energía. Las investigaciones indican que una variedad de alimentos de origen vegetal consumidos a lo largo del día puede proporcionar todos los aminoácidos esenciales y garantizar una adecuada retención de nitrógeno y su uso en adultos sanos, por lo que no es necesario consumir proteínas complementarias en la misma comida.
La Asociación Americana del Corazón ahora declara: 
No necesita comer alimentos de animales para tener suficientes proteínas en su dieta.  Las proteínas vegetales por sí solas pueden proporcionar suficientes aminoácidos esenciales y no esenciales, siempre que las fuentes de proteínas de la dieta sean variadas y la ingesta calórica sea lo suficientemente alta como para satisfacer las necesidades energéticas.  Granos enteros, legumbres, verduras, semillas y nueces contienen aminoácidos esenciales y no esenciales.  No necesita combinar conscientemente estos alimentos ("proteínas complementarias") dentro de una comida determinada.  
Algunas instituciones utilizan el puntaje de aminoácidos corregido por la digestibilidad de las proteínas para evaluar las dietas sin tener en cuenta la combinación de proteínas y, por lo tanto, consideran que el uso de combinaciones es un desafío para su metodología. 